# Sonja Fatma Bläser
Sonja Fatma Bläser (* 1964 in Kars, Türkei), bisweilen auch nur Fatma Bläser, ist eine türkisch-deutsche Schriftstellerin, die seit ihrem neunten Lebensjahr in Deutschland wohnt. Sie ist Gründerin und Leitung des Vereins „HennaMond – Mut, Rat und Lebenshilfe für Menschen mit Migrationshintergrund e. V.“, der sich in Köln-Longerich befindet.

## Leben
Sonja Fatma Bläser stammt aus einer kurdischen Familie in Anatolien, die 1973 nach Deutschland übersiedelte und thematisiert die Probleme von Integration und kulturellen Unterschieden.
Ihre zunächst unter dem Namen Fatma B. anonym veröffentlichte Lebensgeschichte Hennamond – Mein Leben zwischen zwei Welten (1999) erschien 2005 bereits in siebenter Auflage. Auch über Lizenzausgaben fand das in deutschen wie türkischen Medien vielbeachtete, belletristische Werk Verbreitung. Es erzählt die Geschichte von Bläsers eigener langsamer Emanzipation von der kurdischen patriarchalen Kultur, in deren Verlauf sie aus ihrer Herkunftsfamilie flüchtet, um einer Zwangsverheiratung zu entgehen und eine selbstbestimmte Ehe mit einem Deutschen einzugehen. Dabei berichtet es auch von Zwangsverheiratung und Ehrenmord in einem anatolischen Dorf zwischen 1964 und 1973.
Sie setzt sich vehement gegen das Kopftuch ein. Einerseits dürfe Lehrerinnen das Tragen nicht gestattet sein, da es so bei Schülerinnen den Eindruck erwecke, nur kopftuchtragende Schülerinnen seien gute Muslime. Zudem würden ultrakonservative Eltern auf die Lehrerinnen verweisen, um ihren Töchtern zu zeigen, dass auch sie ein Kopftuch tragen müssten, wenn dies bereits die Lehrerinnen tun. Andererseits fordert Bläser auch ein Verbot des Kopftuchs bei Schülerinnen. Das Kopftuch sei ein Symbol der Unterdrückung der Frau und Töchter ultrakonservativer Eltern könnten sich nicht gegen das Tragen emanzipieren, da Kinder grundsätzlich in einer gewissen Abhängigkeit von ihren Eltern stehen. Ein Trageverbot könnte ihnen jedoch dabei helfen, sich nicht dem Weg der Unterdrückung zu unterwerfen.
Sie verteidigt zudem die Position der Männer in der Kopftuchdebatte, die von der islamischen Orthodoxie pauschal zu Vergewaltigern erklärt würden, die sich nicht gegen die Reize der Frauen wehren und nur durch das Kopftuch vor ihren Trieben geschützt werden könnten.
Sonja Bläser, die neben zahlreichen Lesungen auch Diskussionsrunden zum Themenkreis ihres Buches an Schulen leitet, wurde als Vorkämpferin gegen Unterdrückung von Frauen in orthodox-muslimischen Familien und Gesellschaften mit dem Ludwig-Beck-Preis für Zivilcourage ausgezeichnet.
Sonja Fatma Bläser spielt auch eine zentrale Rolle in dem Dokumentarfilm Mein Vater will mich umbringen (2005) von Kadriye Acar und Valentin Thurn. Dieser schildert ihre Rückkehr in ihr anatolisches Heimatdorf, das sie einst aufgrund ihrer Heirat mit einem Deutschen verstoßen hatte.

## Auszeichnungen
- Ludwig-Beck-Preis für Zivilcourage der Landeshauptstadt Wiesbaden.
- Bundesverdienstkreuz am Bande[1]